# Loudness war

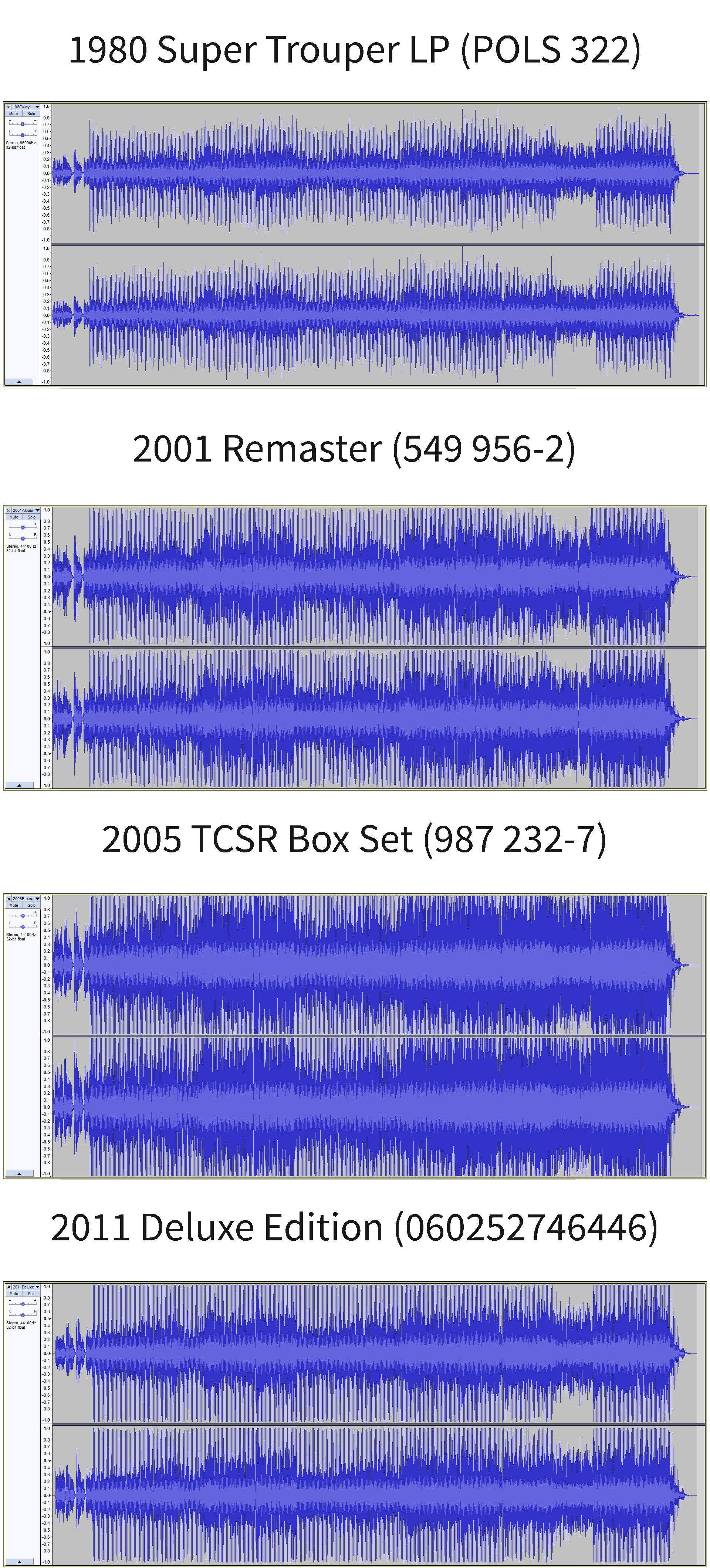
Lançamentos diferentes da música "Super Trouper", de ABBA, de 1980, mostram níveis de volume distintos em comparação com a versão original de 1980. Isso é exibido no Audacity, uma estação de trabalho de áudio digital (DAW) básica.

Loudness war ou loudness race — algo como guerra do volume ou corrida do volume — é um termo pejorativo aplicado à aparente competição existente na masterização e lançamento de gravações digitais produzidas com percepção de volume cada vez mais alto.
O fenômeno foi percebido pela primeira vez nas práticas de masterização dos singles de 7". O nível máximo de picos em gravações analógicas como estas é limitada pelas especificações dos aparelhos eletrônicos na cadeia de sinal até o ouvinte, incluindo tocadores de vinil e fita cassete.
Com o advento dos CDs, a música foi codificada em formato digital com um nível máximo de pico claramente definido. Uma vez que amplitude máxima do CD é alcançada, a percepção do volume pode ser aumentada além disso com uma combinação de compressão dinâmica e equalização. Engenheiros podem aplicar uma crescente taxa de compressão a uma gravação de modo a aumentar seu ganho até os picos de volume máximo. Usos extremos podem introduzir clippings e outras distorções audíveis à onda da gravação. Álbuns modernos passaram a fazer uso de forte compressão dinâmica, sacrificando a qualidade da produção em favor do volume alto.
A escalada competitiva por um volume cada vez mais alto levou os fãs de música e membros da imprensa especializada a se referirem a tais álbuns como "vítimas da guerra do volume".

## Exemplos de "vítimas" da guerra do volume
Alguns dos álbuns mais criticados pela notória perda de qualidade por causa do excesso de compressão incluem:
| Artista                 | Álbum                                         | Ano  |
| ----------------------- | --------------------------------------------- | ---- |
| Red Hot Chili Peppers   | Californication                               | 1999 |
| Queens of the Stone Age | Songs for the Deaf                            | 2002 |
| Rush                    | Vapor Trails                                  | 2002 |
| Arctic Monkeys          | Whatever People Say I Am, That's What I'm Not | 2006 |
| Bob Dylan               | Modern Times                                  | 2006 |
| Christina Aguilera      | Back to Basics                                | 2006 |
| Paul McCartney          | Memory Almost Full                            | 2007 |
| The White Stripes       | Icky Thump                                    | 2007 |
| Metallica               | Death Magnetic                                | 2008 |
| Alice in Chains         | Black Gives Way to Blue                       | 2009 |
| Michael Jackson         | Bad 25                                        | 2012 |